# Ittiosi Arlecchino
L'Ittiosi Arlecchino, conosciuta anche come feto Arlecchino, ittiosi diffusa o cheratosi fetale diffusa, è una grave disfunzione congenita della pelle e la più grave forma di ittiosi. La patologia è estremamente rara e in mancanza di dati epidemiologici esatti se ne stima una prevalenza inferiore ad un caso su un milione.
I neonati, spesso prematuri, possono vivere poche ore o pochi giorni se le varie emergenze neonatali non sono affrontate correttamente e tempestivamente. Per quanto riguarda l'aspetto dermatologico l'unica terapia efficace è quella basata sulla somministrazione di retinoidi per via sistemica.

## Clinica
Il paziente si presenta con una pelle spessa e rigida che ne può limitare in modo notevole i movimenti. La mancanza di elasticità della pelle rende difficoltosa la respirazione e la nutrizione del feto, e comporta il principale rischio per il nascituro. In aggiunta, occhi, orecchie, labbra e dita possono presentare malformazioni di varia significatività, dovute alla disfunzionalità dell'epidermide. Le palpebre (ectropion) e le labbra (eclabion) si presentano rovesciate all'esterno sempre a causa della rigidità e dell'ispessimento della cute.
Nel passaggio dall'ambiente uterino a quello esterno la pelle si secca spaccandosi in grosse placche di forma quadrangolare, evento che ha dato origine al nome della patologia. Le infezioni batteriche che si possono sviluppare a seguito della fessurazione della pelle costituiscono un ulteriore fattore di rischio, essendo le spaccature potenziale via di infezione. Come in tutte le ittiosi la desquamazione produce anche ipoidrosi con pericolo di ipertermia a causa di mancanza di respirazione della pelle.

## Eziologia
Nel 2006 è stato dimostrato che la patologia, che si trasmette con modalità autosomica recessiva, è causata da una mutazione del gene ABCA12, situato sul cromosoma 2. Ciò permette l'effettuazione di indagini genetiche a livello prenatale sulle caratteristiche del DNA fetale. Già in precedenza era comunque possibile effettuare indagini biomolecolari e ultrastrutturali su porzioni di epidermide fetale prelevate mediante fetoscopia.

## Terapia
Consiste nella somministrazione orale di retinoidi a livello sistemico, e nell'uso di cheratolitici ed emollienti a livello locale.

## Prognosi
Nel 50% dei casi studiati la morte sopraggiunge poco dopo la nascita. I bambini che sopravvivono hanno un'aspettativa di vita normale, anche se possono sviluppare una grave malattia cutanea con interessamento degli occhi, oltre che problemi psicologici dovuti all'impatto della malattia. Il trattamento immediato, legato ad una tempestiva diagnosi ed alla conseguente adozione di tutti gli interventi terapeutici necessari, rendono oggi più alta la percentuale di sopravvivenza oltre la fase acuta, post-natale, dando luogo successivamente a fenotipi assimilabili a quelli di una ittiosi lamellare grave.